# Elecciones presidenciales de Estados Unidos de 1800
Las elecciones presidenciales de los Estados Unidos de 1800 tuvieron lugar entre el viernes 31 de octubre y el miércoles 3 de diciembre del mencionado año, siendo la cuarta elección presidencial cuadrienal tras la independencia del país, y la segunda del Primer Sistema de Partidos. Al igual que las anteriores elecciones, los comicios registraron una competencia entre John Adams, presidente titular por el Partido Federalista, y Thomas Jefferson, vicepresidente y candidato del Partido Demócrata-Republicano. La victoria de Jefferson sobre Adams en esta elección y la realineación política que esta implicó hace que se le haya concedido el nombre histórico de «Revolución de 1800». El Colegio Electoral a cargo de elegir al presidente y al vicepresidente estaba compuesto entonces por 138 electores, necesitándose 70 para ganar la elección.
Adams había derrotado por poco a Jefferson en las elecciones de 1796. Bajo las reglas del sistema electoral que existían antes de la ratificación de 1804 de la Duodécima Enmienda a la Constitución, cada miembro del Colegio Electoral emitiría dos votos, sin distinción entre votos electorales para presidente y votos electorales para vicepresidente. Cuando Jefferson recibió el segundo mayor número de votos en 1796, fue elegido vicepresidente. En 1800, a diferencia de 1796, los dos partidos nominaron formalmente una fórmula ejecutiva de presidente y vicepresidente. Los demócratas-republicanos presentaron a Jefferson, con Aaron Burr como candidato a vicepresidente; mientras que los federalistas nominaron a Adams para la presidencia, y a Charles C. Pinckney para la vicepresidencia. En esencia habían hecho lo mismo en las anteriores elecciones (siendo también Burr y Pinckney los candidatos vicepresidenciales), pero en esta ocasión ambas fuerzas hicieron una mayor campaña para que sus dos candidatos resultaran electos.
Los principales problemas políticos giraron en torno a las consecuencias de la revolución francesa y la Cuasi-Guerra, que habían signado la década de 1790. Los federalistas favorecieron un gobierno central fuerte y relaciones cercanas con Gran Bretaña. Los demócratas-republicanos favorecieron la descentralización hacia los gobiernos estatales, y el partido atacó los impuestos creados por el gobierno federalista. Los demócratas-republicanos también denunciaron las Leyes de Extranjería y Sedición, que los federalistas habían aprobado para dificultar que los inmigrantes se convirtieran en ciudadanos y restringir las declaraciones críticas con el gobierno federal. Mientras que los republicanos demócratas estaban bien organizados a nivel estatal y local, los federalistas estaban desorganizados y sufrieron una amarga división entre sus dos líderes principales, el presidente Adams y Alexander Hamilton. Según el historiador John Ferling, la lucha por los votos electorales, las divisiones regionales y las extensas campañas de propaganda difamatoria creadas por ambos partidos hicieron que las elecciones fueran «reconociblemente modernas».
Al final de una larga y amarga campaña, Jefferson y Burr obtuvieron 73 votos electorales, Adams ganó 65 electores y Pinckney ganó 64. Los federalistas se impusieron en la región de Nueva Inglaterra, mientras que los demócratas-republicanos dominaron el sur y los dos partidos se dividieron los estados del Atlántico Medio de Nueva York, Nueva Jersey y Pensilvania. El fracaso de los demócratas-republicanos en ejecutar su plan de otorgarle a Jefferson un voto más que a Burr (garantizando la elección de la fórmula como presidente y vicepresidente) resultó en un empate, lo que requirió una elección contingente en la Cámara de Representantes. Bajo los términos establecidos en la Constitución, la Cámara de Representantes saliente eligió entre Jefferson y Burr. Cada delegación estatal emitió un voto, y una victoria en las elecciones contingentes requirió que un candidato ganara la mayoría de las delegaciones estatales. Ni Burr ni Jefferson pudieron ganar en las primeras treinta y cinco votaciones de las elecciones contingentes, ya que la mayoría de los congresistas federalistas respaldaron a Burr y todos los congresistas demócrata-republicanos respaldaron a Jefferson. Hamilton personalmente favoreció a Jefferson sobre Burr, y convenció a varios federalistas para que cambiaran su apoyo a Jefferson, dándole a Jefferson una victoria en la votación número treinta y seis de las elecciones contingentes. El resultado de esta elección se vio afectado por la cláusula de tres quintos de la Constitución de los Estados Unidos; e historiadores como Garry Wills han resaltado que, de no haber inferido la población esclava del Sur (sin derecho a voto) en la distribución y composición del Congreso, la elección se hubiera definido en favor de Adams. La caótica necesidad de treinta y seis votaciones para consagrar una fórmula ejecutiva condujo a la Duodécima Enmienda a la Constitución de los Estados Unidos, por la cual se separó la ratificación presidencial de la vicepresidencial en el Colegio Electoral.

## Candidaturas
Ambos partidos utilizaron un sistema de «comités de nominación» para presentar formalmente una fórmula presidencial por primera vez, sistema que se utilizaría hasta la década de 1830, cuando sería reemplazado por las Convenciones Nacionales de los partidos. El sistema de comités o caucus establecía reuniones informales entre los congresistas (representantes y senadores) en ejercicio de los dos partidos, durante las cuales ambos decidían quienes serían sus candidatos presidenciales en la siguiente elección.

### Partido Demócrata-Republicano
|                                                  |                                    |
| Thomas Jefferson                                 | Aaron Burr                         |
| para presidente                                  | para vicepresidente                |
|                                                  |                                    |
| Vicepresidente de los Estados Unidos (1797-1801) | Senador por Nueva York (1791-1797) |

Los demócratas-republicanos se reunieron a mediados de año y acordaron nominar una sola fórmula compuesta por el vicepresidente Thomas Jefferson de Virginia y el exsenador Aaron Burr de Nueva York. Jefferson había sido segundo en las elecciones anteriores y había cofundado el partido con James Madison y otros, mientras que Burr era popular en su estado natal, una de las principales fuentes de votos del país.

### Partido Federalista
|                                              |                                                        |
| John Adams                                   | Charles Pinckney                                       |
| para presidente                              | para vicepresidente                                    |
|                                              |                                                        |
| Presidente de los Estados Unidos (1797-1801) | Embajador de los Estados Unidos en Francia (1796-1797) |

Los federalistas realizaron una serie de discretas reuniones en mayo de 1800, donde acordaron volver a apoyar al presidente John Adams para obtener un segundo mandato. Su compañero de fórmula sería Charles Cotesworth Pinckney, embajador de los Estados Unidos en Francia. La fórmula se anunció públicamente en cuanto las reuniones hubieron finalizado. Fue la única ocasión en la que el Partido Federalista adhirió al sistema de comités, pues no volvería a realizar otro después de 1800.

## Campaña
La elección de 1800 fue la primera elección tras la muerte de George Washington en 1799. Si bien se trató casi de una repetición de las elecciones de 1796, la misma marcó el comienzo de un nuevo tipo de política estadounidense, el inicio de una república bipartidista y una dura campaña detrás de escena y a través de la prensa. Además de esto, la elección enfrentó nuevamente a Adams y Jefferson, que fueron antiguos aliados cercanos convertidos en enemigos políticos.
La campaña fue amarga y se caracterizó por calumnias y ataques personales en ambos lados. Los federalistas difundieron rumores de que los demócratas-republicanos eran radicales que arruinarían el país (con base en el apoyo demócrata-republicano a la revolución francesa). Mientras tanto, los republicanos demócratas acusaron a los federalistas de subvertir los principios republicanos con las Leyes de Extranjería y Sedición, algunos de los cuales luego fueron declarados inconstitucionales después de su vencimiento por la Corte Suprema, y confiando en su apoyo a los inmigrantes extranjeros; También acusaron a los federalistas de favorecer a Gran Bretaña y a los demás países de la coalición en su guerra con Francia para promover los valores aristocráticos y antidemocráticos.
Adams fue atacado tanto por la oposición demócrata-republicana como por un grupo de los llamados "altos federalistas" alineados con Alexander Hamilton. Los demócratas-republicanos sintieron que la política exterior de Adams era demasiado favorable hacia Gran Bretaña; temía que el nuevo ejército convocado para la Cuasi Guerra oprimiera a la gente; se opuso a nuevos impuestos para pagar la guerra; y atacó las Leyes de Extranjería y Sedición como violaciones de los derechos de los estados y la Constitución. Los "altos federalistas" consideraban a Adams demasiado moderado y preferirían el liderazgo de Alexander Hamilton.
Al parecer, Hamilton se había impacientado con Adams y quería un nuevo presidente que fuera más receptivo a sus objetivos. Durante la presidencia de Washington, Hamilton pudo influir en la respuesta federal a la Rebelión del Whisky (que amenazaba el poder del gobierno para gravar a los ciudadanos). Cuando Washington anunció que no buscaría un tercer mandato, Adams fue ampliamente reconocido por los federalistas como el próximo en la fila. Hamilton pareció creer en 1796 que su influencia dentro de la Administración Adams sería tan grande o mayor que en la de Washington. Para 1800, Hamilton se dio cuenta de que Adams era demasiado independiente y pensó que el candidato a la vicepresidencia federalista, Charles Cotesworth Pinckney, de Carolina del Sur, era más adecuado para servir a los intereses de Hamilton. En su tercer intento de sabotaje hacia Adams, Hamilton planeó en silencio lograr la elección de Pinckney para la presidencia. Dada la falta de experiencia política de Pinckney, se esperaba que estuviera abierto a la influencia de Hamilton. Sin embargo, el plan de Hamilton fracasó y perjudicó al Partido Federalista, particularmente después de una de sus cartas, una crítica mordaz de Adams que tenía cincuenta y cuatro páginas de largo, cayera en manos de un demócrata-republicano y fuera publicada. Avergonzó a Adams y dañó los esfuerzos de Hamilton en nombre de Pinckney, además de acelerar el declive político del propio Hamilton.
Los métodos de campaña pública contemporáneos poco ortodoxos empleados en 1800 fueron empleados por primera vez por el compañero de fórmula y jefe de campaña de Jefferson, Aaron Burr, a quien algunos historiadores le atribuyen la invención del proceso moderno de campaña electoral.

## Proceso de elección

### Cambios en el sistema electoral

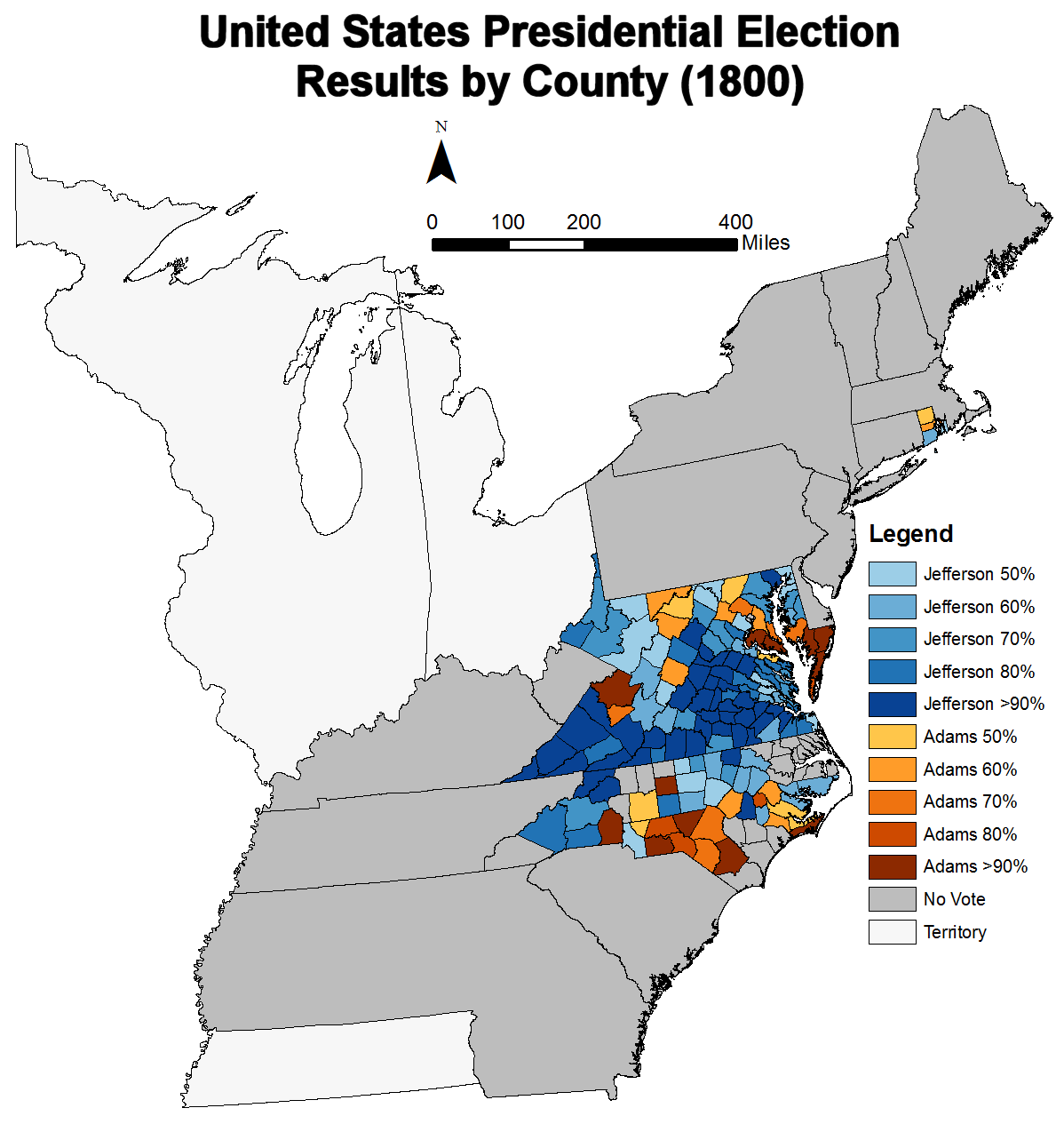
Los resultados por condado indican explícitamente el porcentaje del candidato ganador en cada condado. Los tonos de azul son para Jefferson (demócrata-republicano) y los tonos de amarillo son para Adams (federalista).

Los partidarios de ambos lados buscaron cualquier ventaja que pudieran encontrar. En varios estados, esto incluyó cambiar el proceso de selección de electores para asegurar el resultado deseado. En Georgia, los legisladores demócratas-republicanos reemplazaron el voto popular con la selección de la legislatura estatal. Los legisladores federalistas hicieron lo mismo en Massachusetts y New Hampshire. Esto puede haber tenido algunas consecuencias no deseadas en Massachusetts, donde la composición de la delegación a la Cámara de Representantes cambió de 12 federalistas y 2 republicanos demócratas a 8 federalistas y 6 republicanos demócratas, probablemente como resultado de una reacción violenta por parte del electorado. Pensilvania también cambió a la elección legislativa, pero esto resultó en un conjunto de electores dividido casi por igual. Virginia pasó de emplear el escrutinio uninominal al sistema de lista completa, una medida que probablemente cambió uno o dos votos del lado federalista.
| Estado                               | Sistema electoral |
| ------------------------------------ | --- |
| Kentucky Maryland Carolina del Norte | Escrutinio mayoritario uninominal. El estado se divide en distritos electorales, con un Elector elegido por distrito por los votantes de ese distrito                                                                                          |
| Rhode Island Virginia                | Lista completa. Los electores son elegidos por todos los votantes del estado. |
| Tennessee                            | * El estado se divide en distritos electorales, con un Elector elegido por distrito. - Cada condado elige un delegado electoral por voto popular. - El elector es elegido por los delegados electorales de los condados dentro de su distrito. |
| Todos los demás estados              | La legislatura estatal designa a los electores. |

### Votación
Como cada estado podía elegir su propio día de elecciones en 1800, la votación duró de abril a octubre. En abril, la exitosa movilización del voto de Burr en la ciudad de Nueva York logró revertir la mayoría federalista en la legislatura estatal para proporcionar un apoyo decisivo para la multa demócrata-republicana. Con los dos partidos empatados 63–63 en el Colegio Electoral en el otoño de 1800, el último estado en votar, Carolina del Sur, eligió a ocho republicanos demócratas para otorgar las elecciones a Jefferson y Burr.
Según lo establecido por entonces por la Constitución de los Estados Unidos, cada elector emitía dos votos, y el candidato con la mayoría de los votos era elegido presidente, mientras que la vicepresidencia pasaba al segundo puesto. Por lo tanto, los federalistas hicieron arreglos para que uno de sus electores votara por John Jay en lugar de por Pinckney. Los demócratas-republicanos tenían un plan similar para que uno de sus electores votara por otro candidato en lugar de Burr, pero no lo ejecutaron, por lo que todos los electores demócrata-republicanos emitieron sus votos para Jefferson y Burr, 73 en total. Según una disposición de la Constitución de los Estados Unidos, la Cámara de Representantes tenía que resolver el empate en un caso de este tipo, con cada estado emitiendo un voto. Aunque la elección del Congreso de 1800 entregó el control mayoritario de la Cámara de Representantes a los Demócratas-Republicanos por 68 escaños a 38, la elección presidencial tuvo que ser decidida por la Cámara saliente que había sido elegida en la elección del Congreso de 1798 (en ese momento, los nuevos mandatos presidenciales y del Congreso comenzaron el 4 de marzo del año posterior a una elección nacional). En la Cámara saliente, los federalistas habían retenido una mayoría de 60 escaños a 46.

### Controversias
Cuando se abrieron y contaron las boletas electorales el 11 de febrero de 1801, resultó que el certificado de elección de Georgia era defectuoso. Si bien estaba claro que los electores habían emitido sus votos para Jefferson y Burr, el certificado no adoptó la forma constitucional de una "Lista de todas las personas que votaron y del número de votos para cada una". El vicepresidente Jefferson, que contaba los votos en su papel de presidente del Senado, contó inmediatamente los votos de Georgia como votos para Jefferson y Burr. No se plantearon objeciones. Si las boletas en disputa de Georgia fueran rechazadas por estos tecnicismos, Jefferson y Burr habrían perdido 4 votos electorales, dejándolos con 69 votos electorales cada uno. El recuento de los votos no habría resultado en una mayoría de 70 votos para ninguno de los cuatro candidatos, lo que habría provocado una segunda vuelta del Congreso por mandato constitucional entre los cinco primeros finalistas. En cambio, el número total de votos para Jefferson y Burr fue de 73, la mayoría del total, pero un empate entre ellos. A pesar de que esto no permitió un resultado concluyente, sí garantizó la presidencia para el Partido Demócrata-Republicano.

## Resultados
Jefferson, y Burr, ganaron a todos o la mayoría de los votantes en cada estado que había ganado en 1796, y adicionalmente ganó mayorías en Nueva York y Maryland. Adams obtuvo votos en Pensilvania y Carolina del Norte, pero estos votos no fueron suficientes para compensar las victorias demócratas-republicanas en otros lugares. De los 155 condados y ciudades independientes que regresaron, Jefferson y Burr ganaron en 115 (74.19 %), mientras que el boleto Adams llevó 40 (25.81 %). Esta fue la última vez que Vermont votó por los federalistas.
|  | 61.43 % |

|  | 38.57 % |

|  | 100.00 % |

## Elección contingente de 1801
En febrero de 1801, los miembros de la Cámara de Representantes votaron como estados para determinar si Jefferson o Burr se convertirían en presidente. Hubo dieciséis estados, cada uno con un voto. Se requería una mayoría absoluta de nueve para la victoria. Fue la Cámara de Representantes saliente, controlada por el Partido Federalista, la encargada de elegir al nuevo presidente. Jefferson era el gran enemigo de los federalistas, y una facción de representantes federalistas intentó bloquearlo y elegir a Burr. La mayoría de los federalistas votaron por Burr, dando a Burr seis de los ocho estados controlados por federalistas. Las siete delegaciones controladas por los republicanos votaron por Jefferson, y el único representante federalista de Georgia también votó por él, otorgándole ocho estados. La delegación de Vermont se dividió equitativamente y emitió un voto en blanco. El estado restante, Maryland, tenía cinco representantes federalistas ante tres republicanos; Uno de sus representantes federalistas votó por Jefferson, obligando a esa delegación estatal a emitir un voto en blanco.
Públicamente, Burr permaneció en silencio entre mediados de diciembre de 1800 y mediados de febrero de 1801, cuando se contaron los votos electorales. Detrás de escena, se enfrentó a una creciente presión dentro del partido para hacerse a un lado si él y Jefferson debían empatar los votos electorales. Se negó a rechazar la presidencia, escribiendo en diciembre de 1800 al representante Samuel Smith que "no se comprometería a renunciar" si era elegido presidente, y agregó que la pregunta era "innecesaria, irrazonable e impertinente". Circulaban rumores de que el representante James A. Bayard, un federalista, se había acercado, supuestamente en nombre de Burr, a Smith y Edward Livingston con ofertas de nombramientos políticos si votaban por Burr.
Cierto o no, los republicanos de la Cámara de Representantes, que desde el comienzo de la campaña de 1800 vieron a Jefferson como su candidato a presidente y Burr a vicepresidente, enfrentaron dos posibles resultados igualmente negativos cuando se reunieron para votar: A– Los federalistas lograban una victoria para Burr, o, B– los federalistas se negaban a romper el punto muerto dejando a un federalista, el Secretario de Estado John Marshall, como presidente interino. Sin embargo, ninguno de los dos escenarios ocurrió, principalmente debido a la enérgica oposición a Burr por parte de Hamilton. En el transcurso de siete días, del 11 al 17 de febrero, la Cámara realizó un total de hasta treinta y cinco votaciones de contingencia, con Jefferson recibiendo los votos de ocho delegaciones estatales cada vez, quedando solo uno menos de la mayoría necesaria de nueve cada vez. Hamilton recomendó a los federalistas que apoyaran a Jefferson porque "no era un hombre tan peligroso" como Burr, afirmando que preferiría el nombramiento como presidente de "alguien con principios erróneos que alguien sin ninguno". Hamilton se embarcó en una frenética campaña de redacción de cartas para lograr que los delegados cambiaran de voto.
El 17 de febrero tuvo lugar la trigesimosexta votación. El federalista James A. Bayard de Delaware y sus aliados en Maryland y Vermont votaron en blanco, dando como resultado la aprobación a Jefferson de diez estados y, por lo tanto, su elección como presidente. Bayard, como único representante de Delaware, cambió su voto de Burr a ninguna selección. Los cuatro representantes presentes de Carolina del Sur, todos federalistas, también cambiaron su selección 3–1 de Burr a cuatro abstenciones.